# Dominic West
Dominic West (Sheffield, Anglaterra, Regne Unit, 15 d'octubre de 1969) és un actor anglès.

## Biografia

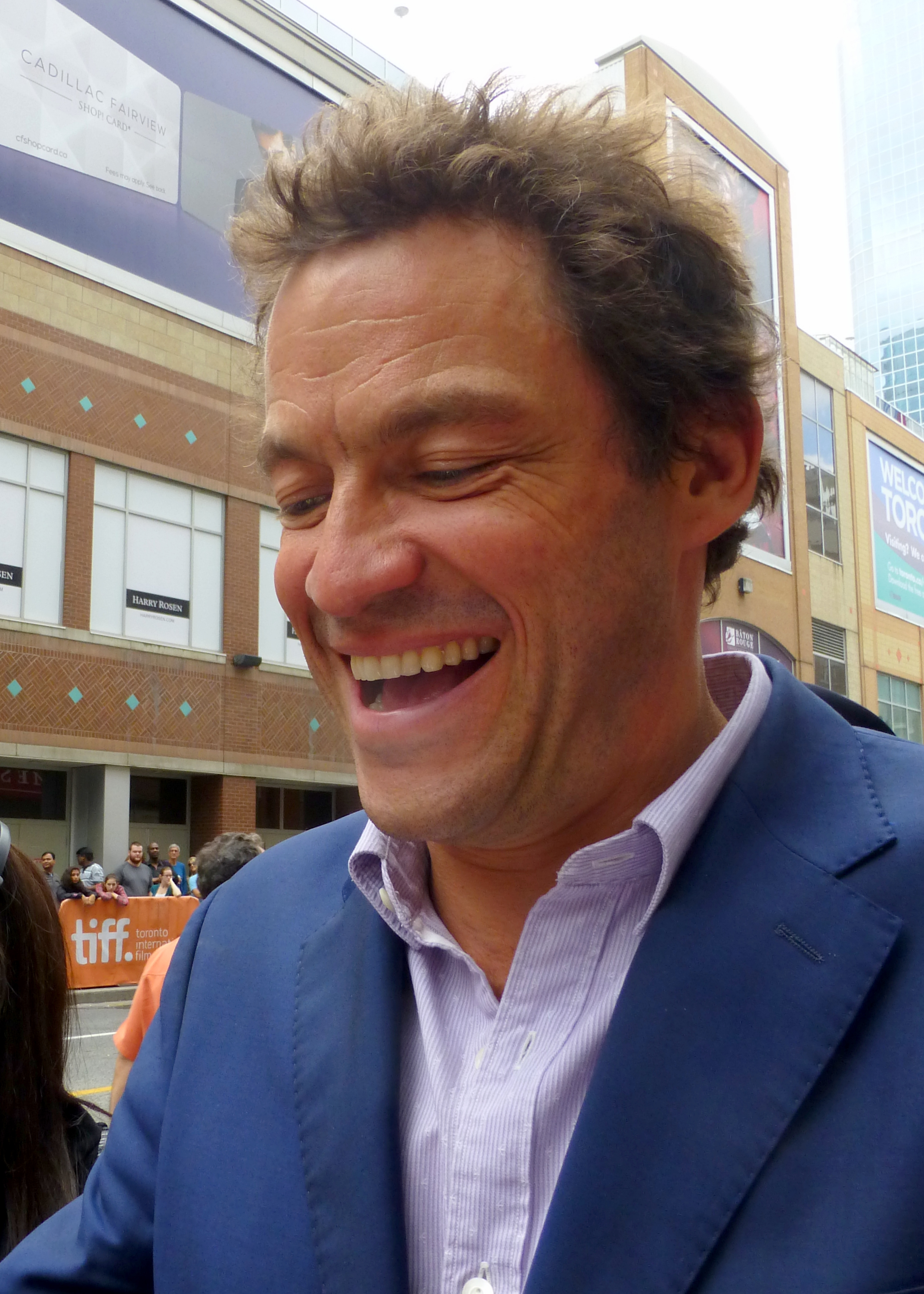
Al festival international de Toronto 2014.

Accedeix a un reconeixement crític mundial pel seu paper del policia Jimmy McNulty a la sèrie policíaca The Wire, difosa entre 2002 i 2008 per la cadena de cable HBO. Aquesta visibilitat li permet enllaçar segons papers a grans produccions cinematogràfiques de Hollywood, però és cap de cartell a sèries de televisió: entre 2011 i 2012, amb el thriller històric britànic The Hour, des de 2014, amb el thriller psicològic americà The Affair, en la que té com a company la seva compatriota Ruth Wilson.
West va néixer en una família catòlica irlandesa a Sheffield, Yorkshire. És fill de George West, que tenia una fàbrica de plàstics, i de Moya, mestressa de casa.
Dominic té una filla, Martha, de la seva relació amb Polly Astor, filla de Michael Astor. Martha ha començat igualment una carrera d'actriu.
Dominic West i Catherine FitzGerald es van prometre l'any 2007, es van casar a Glin, comtat de Limerick, a Irlanda el 26 de juny de 2010 i han tingut tres fills junts - Dora, Senan i Francis.

## Filmografia

### Cinema
- 1991: 3 Joes
- 1995: Ricard III (Richard III): Henry, Earl of Richmond
- 1996: E=mc2: Spike
- 1996: Surviving Picasso: Pablo Picasso
- 1996: True Blue: Donald MacDonald
- 1997: The Gambler: Alexei
- 1997: Diana & Me: Rob Naylor
- 1997: Spice World: Fotògraf
- 1999: A Midsummer Night's Drea: Lysander
- 1999: Star Wars Episode I: The Phantom Menace: Guàrdia de Palau
- 2000: 28 dies: Jasper
- 2001: Rock Star: Kirk Cuddy - Guitarist, Steel Drac
- 2002: Ten Minuts Older: The Cello: Home jove
- 2002:  Chicago: Fred Casely
- 2003: El somriure de la Mona Lisa (Mona Lisa Smile): Bill Dunbar
- 2004: Misteriosa obsessió (The Forgotten) : Ash Correll
- 2006: Stingray: Luther
- 2007: Hannibal Rising: Inspector Pascal Popil
- 2007: 300: Théron
- 2008: Punisher: Zona de guerra: Billy Russoti/Jigsaw
- 2009: From Time to Time de Julian Fellowes: Caxton
- 2010: Centurion: Titus Flavius Virilus
- 2011: Johnny English Reborn: Simon Ambrose
- 2011: The Awakening de Nick Murphy: Robert Malory
- 2012: John Carter: Sab Than
- 2014: Pride de Matthew Warchus: Jonathan Blake
- 2014: Testament of Youth de James Kent: M. Brittain
- 2016: Genius de Michael Grandage: Ernest Hemingway
- 2016: Money Monster de Jodie Foster: Walt Camby
- 2017: The Square de Ruben Östlund: Julian
- 2018: Tomb Raider de Roar Uthaug: Lord Richard Croft

### Televisió
- 1998: Out of Hours (sèrie): Dr Paul Featherstone
- 1999: La nit dels fantasmes (telefilm): Fred (el nebot de Scrooge)
- 2001: The Life and Adventures of Nicholas Nickleby (telefilm): Sir Mulberry Hawk
- 2002-2008: The Wire (sèrie): Jimmy McNulty
- 2008: The Devil's Whore (mini-sèrie): Oliver Cromwell
- 2011-2012: The Hour (sèrie): Hector Madden
- 2013: Liz Taylor i Richard Burton: Els Amants terribles (telefilm): Richard Burton
- 2014-2019: The Affair (sèrie): Noah Solloway
- 2018: Les Misérables: Jean Valjean
- 2023: SAS: Rogue Heroes - Dudley Clarke

## Nominacions
- British Academy Television Awards 2014: millor actor per a Burton & Taylor[8][9]